# Daisuke Kimori
Daisuke Kimori (樹森 大介 Kimori Daisuke?), född 28 juli 1977 i Saitama prefektur, är en japansk före detta fotbollsspelare.
Kimori började sin karriär 2000 i Shonan Bellmare. Efter Shonan Bellmare spelade han för Mito HollyHock, Thespa Kusatsu och Tonan Maebashi. Han avslutade karriären 2008.